# Werner Reibert
Werner Reibert (* 5. Januar 1948 in Biedenkopf; † 21. Mai 2016) war ein deutscher Leichtathlet, der sich auf den 400-Meter-Hürdenlauf spezialisiert hatte.

## Karriere
Werner Reibert begann beim TV Wetzlar. Während seiner Zeit in der Nationalmannschaft lief er für den USC Heidelberg.
Werner Reibert gewann drei deutsche Meistertitel: 1970 in Berlin, 1973 in Berlin und 1975 in Gelsenkirchen. 1974 in Hannover wurde er Zweiter hinter Rolf Ziegler. Reiberts Bestleistung betrug 49,63 Sekunden, gelaufen als Vierter bei den Deutschen Meisterschaften 1972 in München. Damals liefen erstmals bei Deutschen Meisterschaften vier Athleten unter 50 Sekunden, Reibert durfte als Vierter nicht zwei Monate später an den Olympischen Spielen teilnehmen.
Werner Reibert startete von 1970 bis 1975 bei 16 Meisterschaften und Länderkämpfen im Nationaltrikot. Bei den Europameisterschaften 1971 in Helsinki erreichte er den Zwischenlauf über 400 Meter Hürden, 1974 in Rom schied er im Vorlauf aus. Außerdem trat er mit der Studenten-Nationalmannschaft an. Bei der Universiade 1970 in Turin wurde er Zweiter hinter Larry James aus den Vereinigten Staaten. Bei der Universiade 1973 in Moskau belegte er den achten Platz.
Ein Unfall bei der Gartenarbeit im Jahr 1976 beendete abrupt sowohl seine Vorbereitung auf Olympia 1976 in Montreal, als auch seine sportliche Karriere. Er blieb auch nach dem Ende seiner Karriere als Trainer der MTG Mannheim und als Bundestrainer für 400 Meter Hürden dem Leistungssport verbunden.